# Magyar országos rekordok listája 200 méteres hátúszásban
Ez a lista a 200 méteres hátúszásban elért felnőtt magyar csúcsokat tartalmazza.

## 50 méteres medence

### Férfiak
| A férfi 200 méteres hátúszás magyar csúcsai (50 méteres medence)                           | A férfi 200 méteres hátúszás magyar csúcsai (50 méteres medence) | A férfi 200 méteres hátúszás magyar csúcsai (50 méteres medence) | A férfi 200 méteres hátúszás magyar csúcsai (50 méteres medence) | A férfi 200 méteres hátúszás magyar csúcsai (50 méteres medence) | A férfi 200 méteres hátúszás magyar csúcsai (50 méteres medence) | A férfi 200 méteres hátúszás magyar csúcsai (50 méteres medence) | A férfi 200 méteres hátúszás magyar csúcsai (50 méteres medence) |
| Idő                                                                                        | Név                                                              | Egyesület                                                        | Dátum                                                            | Helyszín                                                         | Esemény                                                          | Megjegyzés                                                       | Forrás                                                           |
| ------------------------------------------------------------------------------------------ | ---------------------------------------------------------------- | ---------------------------------------------------------------- | ---------------------------------------------------------------- | ---------------------------------------------------------------- | ---------------------------------------------------------------- | ---------------------------------------------------------------- | ---------------------------------------------------------------- |
| 2:53,60                                                                                    | Bitskey Aladár                                                   | MOVE Eger                                                        | 1924. 05. 19.                                                    | Budapest, Magyarország                                           | csúcskisérlet                                                    |                                                                  | [ 1 ]                                                            |
| 2:51,40                                                                                    | Bitskey Aladár                                                   | MOVE Eger                                                        | 1924. 08. 19.                                                    | Budapest, Magyarország                                           |                                                                  | 33 m-es medence                                                  | [ 2 ] [ 3 ]                                                      |
| 2:48,00                                                                                    | Bitskey Aladár                                                   | MOVE Eger                                                        | 1925. 06. 14.                                                    | Budapest, Magyarország                                           | csúcskisérlet                                                    | 33 m-es medence                                                  | [ 2 ] [ 4 ]                                                      |
| 2:47,20                                                                                    | Bitskey Aladár                                                   | MOVE Eger                                                        | 1930. 12. 08.                                                    | Budapest, Magyarország                                           | magyar-osztrák viadal                                            | 33 m-es medence                                                  | [ 2 ] [ 5 ]                                                      |
| 2:47,00                                                                                    | Bitskey Árpád                                                    | MOVE Eger                                                        | 1932. 05. 22.                                                    | Szeged, Magyarország                                             | magyar bajnokság                                                 | 50 m-es medence                                                  | [ 2 ] [ 6 ]                                                      |
| 2:44,00                                                                                    | Bitskey Árpád                                                    | MOVE Eger                                                        | 1935. 06 02.                                                     | Budapest, Magyarország                                           |                                                                  |                                                                  | [ 7 ]                                                            |
| 2:43,80                                                                                    | Lengyel Árpád                                                    | BEAC                                                             | 1935. 12. 20.                                                    | Budapest, Magyarország                                           | Csúcskisérlet                                                    | 33 m-es medence                                                  | [ 2 ] [ 8 ]                                                      |
| 2:39,60                                                                                    | Lengyel Árpád                                                    | BEAC                                                             | 1936. 05. 16.                                                    | Barcelona, Spanyolország                                         |                                                                  |                                                                  | [ 2 ] [ 9 ]                                                      |
| 2:38,00                                                                                    | Lengyel Árpád                                                    | BEAC                                                             | 1937. 08. 14.                                                    | Budapest, Magyarország                                           | magyar bajnokság                                                 | 50 m-es medence                                                  | [ 2 ] [ 10 ]                                                     |
| 2:37,80                                                                                    | Galambos Tibor                                                   | Újpesti TE                                                       | 1939. 08. 19.                                                    | Budapest, Magyarország                                           | magyar bajnokság                                                 | 50 m-es medence                                                  | [ 2 ] [ 11 ]                                                     |
| 2:37,00                                                                                    | Gyöngyösi László                                                 | Neményi                                                          | 1947. 12. 28.                                                    | Ózd, Magyarország                                                |                                                                  | 25 m-es medence                                                  | [ 2 ] [ 12 ]                                                     |
| 2:36,80                                                                                    | Válent Gyula                                                     | Egri Barátság                                                    | 1948. 07. 16.                                                    | Budapest, Magyarország                                           | magyar bajnokság                                                 | 50 m-es medence                                                  | [ 2 ] [ 13 ]                                                     |
| 2:36,40                                                                                    | Válent Gyula                                                     | Egri Barátság                                                    | 1949. 07. 31.                                                    | Budapest, Magyarország                                           | magyar bajnokság                                                 | 50 m-es medence                                                  | [ 2 ] [ 14 ]                                                     |
| 2:34,00                                                                                    | Nyéki Imre                                                       | Bp. Honvéd                                                       | 1950. 10. 19.                                                    | Budapest, Magyarország                                           |                                                                  | Csúcskisérlet                                                    | [ 2 ] [ 15 ]                                                     |
| 2:29,30                                                                                    | Nyéki Imre                                                       | Bp. Honvéd                                                       | 1951. 05. 09.                                                    | Moszkva, Szovjetunió                                             | csúcskisérlet                                                    |                                                                  | [ 2 ] [ 16 ]                                                     |
| 2:29,20                                                                                    | Nyéki Imre                                                       | Bp. Honvéd                                                       | 1953. 07. 25.                                                    | Budapest, Magyarország                                           | magyar bajnokság                                                 |                                                                  | [ 2 ] [ 17 ]                                                     |
| 2:28,80                                                                                    | Gyöngyösi László                                                 | Bp. Előre                                                        | 1954. 06. 06.                                                    | Ózd, Magyarország                                                | az Ózdi Vasas versenye                                           | 25 m-es medence                                                  | [ 2 ]                                                            |
| 2:29,20                                                                                    | Magyar László                                                    | Bp. Dózsa                                                        | 1955. 05. 28.                                                    | Budapest, Magyarország                                           | A Bp. Vörös Lobogó versenye                                      | 50 m, 1957 májusától rekord                                      | [ 18 ]                                                           |
| 1957. május 1-től csak az 50 méteres medencében elért eredményeket hitelesítik rekordként. |                                                                  |                                                                  |                                                                  |                                                                  |                                                                  |                                                                  |                                                                  |
| 2:27,80                                                                                    | Kovács Miklós                                                    | Ferencváros                                                      | 1957. 06. 01.                                                    | Budapest, Magyarország                                           | Az FTC versenye                                                  |                                                                  | [ 2 ]                                                            |
| 2:24,80                                                                                    | Müller György                                                    | Újpesti Dózsa                                                    | 1959. 06. 07.                                                    | Budapest, Magyarország                                           | nemzetközi verseny                                               |                                                                  | [ 2 ]                                                            |
| 2:23,60                                                                                    | Csikány József                                                   | Ferencváros                                                      | 1959. 08. 17.                                                    | Sanghaj, Kína                                                    |                                                                  |                                                                  | [ 2 ]                                                            |
| 2:22,10                                                                                    | Csikány József                                                   | Ferencváros                                                      | 1960. 09. 18.                                                    | Budapest, Magyarország                                           | magyar-japán viadal                                              |                                                                  | [ 2 ]                                                            |
| 2:20,40                                                                                    | Csikány József                                                   | Ferencváros                                                      | 1961. 05. 20.                                                    | Budapest, Magyarország                                           | Az FTC versenye                                                  |                                                                  | [ 2 ]                                                            |
| 2:20,10                                                                                    | Csikány József                                                   | Ferencváros                                                      | 1961. 08. 06.                                                    | Budapest, Magyarország                                           | magyar-NDK viadal                                                |                                                                  | [ 2 ]                                                            |
| 2:19,80                                                                                    | Csikány József                                                   | Ferencváros                                                      | 1961. 08. 20.                                                    | Budapest, Magyarország                                           | nemzetközi verseny                                               |                                                                  | [ 2 ]                                                            |
| 2:19,70                                                                                    | Csikány József                                                   | Ferencváros                                                      | 1962. 06. 30.                                                    | Budapest, Magyarország                                           | csapatbajnokság                                                  |                                                                  | [ 2 ]                                                            |
| 2:18,30                                                                                    | Csikány József                                                   | Ferencváros                                                      | 1962. 07. 08.                                                    | Budapest, Magyarország                                           | magyar-brit úszóviadal                                           |                                                                  | [ 2 ]                                                            |
| 2:18,20                                                                                    | Csikány József                                                   | Ferencváros                                                      | 1964. 06. 07.                                                    | Rostock, NDK                                                     | NDK-magyar viadal                                                |                                                                  | [ 2 ]                                                            |
| 2:18,10                                                                                    | Csikány József                                                   | Ferencváros                                                      | 1964. 06. 26.                                                    | Budapest, Magyarország                                           | magyar bajnokság                                                 |                                                                  | [ 2 ]                                                            |
| 2:17,00                                                                                    | Csikány József                                                   | Ferencváros                                                      | 1964. 08. 08.                                                    | Budapest, Magyarország                                           | magyar-svéd viadal                                               |                                                                  | [ 2 ]                                                            |
| 2:16,90                                                                                    | Csikány József                                                   | Ferencváros                                                      | 1964. 09. 12.                                                    | Budapest, Magyarország                                           | magyar-francia viadal                                            |                                                                  | [ 2 ]                                                            |
| 2:15,60                                                                                    | Borlói Mátyás                                                    | Ferencváros                                                      | 1968. 07. 07.                                                    | Budapest, Magyarország                                           | nemzetközi verseny                                               |                                                                  | [ 19 ]                                                           |
| 2:15,40                                                                                    | Borlói Mátyás                                                    | Ferencváros                                                      | 1968. 07. 14.                                                    | Budapest, Magyarország                                           | magyar-brit viadal                                               |                                                                  | [ 19 ]                                                           |
| 2:15,30                                                                                    | Borlói Mátyás                                                    | Újpesti Dózsa                                                    | 1969. 04. 04.                                                    | Kecskemét, Magyarország                                          | nemzetközi verseny                                               |                                                                  | [ 19 ]                                                           |
| 2:15,00                                                                                    | Borlói Mátyás                                                    | Újpesti Dózsa                                                    | 1969. 08. 24.                                                    | Würzburg, NSZK                                                   | Európa-kupa                                                      |                                                                  | [ 19 ]                                                           |
| 2:14,10                                                                                    | Borlói Mátyás                                                    | Újpesti Dózsa                                                    | 1969. 09. 09.                                                    | Bukarest, Románia                                                | belügyi spartakiád                                               |                                                                  | [ 19 ]                                                           |
| 2:13,90                                                                                    | Borlói Mátyás                                                    | Újpesti Dózsa                                                    | 1970. 08. 23.                                                    | Budapest, Magyarország                                           | magyar bajnokság                                                 |                                                                  | [ 19 ]                                                           |
| 2:13,10                                                                                    | Borlói Mátyás                                                    | Újpesti Dózsa                                                    | 1971. 04. 11.                                                    | Kecskemét, Magyarország                                          | NSZK-svéd-magyar viadal                                          |                                                                  | [ 19 ]                                                           |
| 2:12,10                                                                                    | Cseh László                                                      | Újpesti Dózsa                                                    | 1971. 08. 08.                                                    | Budapest, Magyarország                                           | magyar bajnokság                                                 |                                                                  | [ 19 ]                                                           |
| 2:12,10                                                                                    | Verrasztó Zoltán                                                 | KSI                                                              | 1972. 05. 02.                                                    | Budapest, Magyarország                                           | magyar bajnokság                                                 | csúcsbeállítás                                                   | [ 19 ]                                                           |
| 2:10,90                                                                                    | Verrasztó Zoltán                                                 | KSI                                                              | 1972. 06. 30.                                                    | Budapest, Magyarország                                           | junior bajnokság                                                 |                                                                  | [ 19 ]                                                           |
| 2:10,00                                                                                    | Verrasztó Zoltán                                                 | KSI                                                              | 1972. 08. 13.                                                    | Budapest, Magyarország                                           | ifjúsági bajnokság                                               |                                                                  | [ 19 ]                                                           |
| 2:09,89                                                                                    | Verrasztó Zoltán                                                 | KSI                                                              | 1972. 09. 01.                                                    | München, NSZK                                                    | olimpiai játékok                                                 | a selejtezőben                                                   | [ 19 ]                                                           |
| 2:09,50                                                                                    | Verrasztó Zoltán                                                 | KSI                                                              | 1973. 04. 21.                                                    | London, Egyesült Királyság                                       | Coca-Cola verseny                                                |                                                                  | [ 19 ]                                                           |
| 2:09,50                                                                                    | Verrasztó Zoltán                                                 | KSI                                                              | 1973. 05. 25.                                                    | Tula, Szovjetunió                                                |                                                                  |                                                                  | [ 20 ]                                                           |
| 2:07,30                                                                                    | Verrasztó Zoltán                                                 | KSI                                                              | 1973. 08. 05.                                                    | Budapest, Magyarország                                           | magyar bajnokság                                                 |                                                                  | [ 20 ]                                                           |
| 2:07,20                                                                                    | Verrasztó Zoltán                                                 | KSI                                                              | 1973. 08. 19.                                                    | Berlin, NDK                                                      | Európa-kupa                                                      | 2. hely                                                          | [ 20 ]                                                           |
| 2:05,69                                                                                    | Verrasztó Zoltán                                                 | KSI                                                              | 1973. 09. 06.                                                    | Belgrád, Jugoszlávia                                             | világbajnokság                                                   | 2. hely                                                          | [ 20 ]                                                           |
| 2:04,96                                                                                    | Verrasztó Zoltán                                                 | KSI                                                              | 1974. 08. 23.                                                    | Bécs, Ausztria                                                   | Európa-bajnokság                                                 | 2. hely                                                          | [ 21 ]                                                           |
| 2:03,68                                                                                    | Verrasztó Zoltán                                                 | KSI                                                              | 1976. 04. 01.                                                    | Long Beach, USA                                                  |                                                                  |                                                                  | [ 22 ]                                                           |
| 2:03,27                                                                                    | Verrasztó Zoltán                                                 | KSI                                                              | 1976. 06. 19.                                                    | Budapest, Magyarország                                           | Budapest-bajnokság                                               |                                                                  | [ 23 ]                                                           |
| 2:02,67                                                                                    | Wladár Sándor                                                    | KSI                                                              | 1979. 07. 28.                                                    | Budapest, Magyarország                                           | magyar bajnokság                                                 |                                                                  | [ 24 ]                                                           |
| 2:01,78                                                                                    | Wladár Sándor                                                    | KSI                                                              | 1980. 03. 15.                                                    | Budapest, Magyarország                                           | Elektroimpex '80                                                 |                                                                  | [ 25 ]                                                           |
| 2:01,72                                                                                    | Wladár Sándor                                                    | KSI                                                              | 1980. 06. 28.                                                    | Budapest, Magyarország                                           | magyar bajnokság                                                 | Európa-csúcs                                                     | [ 25 ]                                                           |
| 2:00,80                                                                                    | Wladár Sándor                                                    | Újpesti Dózsa                                                    | 1981. 09. 12.                                                    | Split, Jugoszlávia                                               | Európa-bajnokság                                                 | 1. hely, Európa-csúcs                                            | [ 26 ]                                                           |
| 2:00,30                                                                                    | Deutsch Tamás                                                    | Bp. Honvéd                                                       | 1991. 08. 22.                                                    | Athén, Görögország                                               | Európa-bajnokság                                                 | 4. hely                                                          | [ 27 ]                                                           |
| 2:00,06                                                                                    | Deutsch Tamás                                                    | Bp. Honvéd                                                       | 1992. 07. 28.                                                    | Athén, Spanyolország                                             | olimpiai játékok                                                 | 7. hely                                                          | [ 28 ]                                                           |
| 1:59,96                                                                                    | Deutsch Tamás                                                    | Bp. Honvéd                                                       | 1993. 08. 05.                                                    | Sheffield, Egyesült Királyság                                    | Európa-bajnokság                                                 | 4. hely                                                          | [ 29 ]                                                           |
| 1:59,31                                                                                    | Deutsch Tamás                                                    | Bp. Honvéd                                                       | 1994. 09. 07.                                                    | Róma, Olaszország                                                | világbajnokság                                                   | 4. hely                                                          | [ 30 ]                                                           |
| 1:59,29                                                                                    | Bodrogi Viktor                                                   | Százhalombatta                                                   | 2001. 07. 06                                                     | Valletta, Málta                                                  | ifjúsági Európa-bajnokság                                        | 1. hely                                                          | [ 31 ]                                                           |
| 1:59,24                                                                                    | Bodrogi Viktor                                                   | Százhalombatta                                                   | 2001. 07. 26                                                     | Fukuoka, Japán                                                   | világbajnokság                                                   | az elődöntőben                                                   | [ 32 ]                                                           |
| 1:58,99                                                                                    | Cseh László                                                      | Bp. Spartacus                                                    | 2003. 08. 01                                                     | Glasgow, Egyesült Királyság                                      | ifjúsági Európa-bajnokság                                        | 1. hely                                                          | [ 33 ]                                                           |
| 1:58,72                                                                                    | Cseh László                                                      | Bp. Spartacus                                                    | 2004. 07. 11                                                     | Budapest, Magyarország                                           | magyar bajnokság                                                 |                                                                  | [ 34 ]                                                           |
| 1:58,54                                                                                    | Cseh László                                                      | Kőbánya SC                                                       | 2005. 06. 26                                                     | Budapest, Magyarország                                           | magyar bajnokság                                                 |                                                                  | [ 35 ]                                                           |
| 1:57,76                                                                                    | Cseh László                                                      | Kőbánya SC                                                       | 2006. 08. 04                                                     | Budapest, Magyarország                                           | Európa-bajnokság                                                 | az elődöntőben                                                   | [ 36 ]                                                           |
| 1:56,59                                                                                    | Cseh László                                                      | Kőbánya SC                                                       | 2006. 08. 05                                                     | Budapest, Magyarország                                           | Európa-bajnokság                                                 | 2. hely                                                          | [ 37 ]                                                           |
| 1:56,11                                                                                    | Bernek Péter                                                     | Kőbánya SC                                                       | 2012. 05. 25                                                     | Debrecen, Magyarország                                           | Európa-bajnokság                                                 | az elődöntőben                                                   | [ 38 ]                                                           |
| 1:55,88                                                                                    | Bernek Péter                                                     | Kőbánya SC                                                       | 2012. 05. 26                                                     | Debrecen, Magyarország                                           | Európa-bajnokság                                                 | 2. hely                                                          | [ 39 ]                                                           |
| 1:55,79                                                                                    | Bernek Péter                                                     | BVSC                                                             | 2017. 07. 27                                                     | Budapest, Magyarország                                           | világbajnokság                                                   | az elődöntőben                                                   | [ 40 ]                                                           |
| 1:55,58                                                                                    | Bernek Péter                                                     | BVSC                                                             | 2017. 07. 28                                                     | Budapest, Magyarország                                           | világbajnokság                                                   | 6. hely                                                          | [ 41 ]                                                           |
| 1:54,14                                                                                    | Kós Hubert                                                       | Újpesti TE                                                       | 2023. 07. 28                                                     | Fukuoka, Japán                                                   | világbajnokság                                                   | világbajnoki cím                                                 | [ 42 ]                                                           |
| 1:53,19                                                                                    | Kós Hubert                                                       | BVSC                                                             | 2025. 08. 01                                                     | Szingapúr                                                        | világbajnokság                                                   | világbajnoki cím, Európa-csúcs                                   | [ 43 ]                                                           |

### Nők
| A női 200 méteres hátúszás magyar csúcsai (50 méteres medence)                             | A női 200 méteres hátúszás magyar csúcsai (50 méteres medence) | A női 200 méteres hátúszás magyar csúcsai (50 méteres medence) | A női 200 méteres hátúszás magyar csúcsai (50 méteres medence) | A női 200 méteres hátúszás magyar csúcsai (50 méteres medence) | A női 200 méteres hátúszás magyar csúcsai (50 méteres medence) | A női 200 méteres hátúszás magyar csúcsai (50 méteres medence) | A női 200 méteres hátúszás magyar csúcsai (50 méteres medence) |
| Idő                                                                                        | Név                                                            | Egyesület                                                      | Dátum                                                          | Helyszín                                                       | Esemény                                                        | Megjegyzés                                                     | Forrás                                                         |
| ------------------------------------------------------------------------------------------ | -------------------------------------------------------------- | -------------------------------------------------------------- | -------------------------------------------------------------- | -------------------------------------------------------------- | -------------------------------------------------------------- | -------------------------------------------------------------- | -------------------------------------------------------------- |
| 3:38,20                                                                                    | Kraszner Katalin                                               | III. kerületi TVE                                              |                                                                |                                                                |                                                                |                                                                | [ 44 ]                                                         |
| 3:31,40                                                                                    | Meleg Ilona                                                    | III. kerületi TVE                                              | 1924. 11. 16.                                                  | Budapest, Magyarország                                         |                                                                | 25 m-es medence                                                | [ 2 ] [ 45 ]                                                   |
| 3:25,40                                                                                    | Szőke Katalin                                                  | MUE                                                            | 1929. 07. 13.                                                  | Budapest, Magyarország                                         | Az FTC versenye                                                | 50 m-es medence                                                | [ 2 ] [ 46 ]                                                   |
| 3:19,00                                                                                    | Mallász Margit                                                 | Ferencváros                                                    | 1931. 01. 25.                                                  | Budapest, Magyarország                                         |                                                                | 33 m-es medence                                                | [ 2 ] [ 47 ]                                                   |
| 3:08,20                                                                                    | Györffy Irén                                                   | BSE                                                            | 1936. 06. 21.                                                  | Budapest, Magyarország                                         | A MAC versenye                                                 |                                                                | [ 48 ]                                                         |
| 3:06,80                                                                                    | Györffy Irén                                                   | BSE                                                            | 1936. 12. 20.                                                  | Budapest, Magyarország                                         | A MUE versenye                                                 | 33 m, csúcskisérlet                                            | [ 2 ] [ 49 ]                                                   |
| 3:05,80                                                                                    | Novák Ilona                                                    | MUE                                                            | 1940. 01. 06.                                                  | Budapest, Magyarország                                         | A PSTC versenye                                                | 33 m-es medence                                                | [ 2 ] [ 50 ]                                                   |
| 3:05,40                                                                                    | Novák Ilona                                                    | MUE                                                            | 1940. 06. 29.                                                  | Budapest, Magyarország                                         | a III. kerületi TVE versenye                                   | 50 m-es medence                                                | [ 2 ] [ 51 ]                                                   |
| 3:04,00                                                                                    | Novák Ilona                                                    | MUE                                                            | 1940. 09. 08.                                                  | Szeged, Magyarország                                           |                                                                |                                                                | [ 2 ] [ 52 ]                                                   |
| 3:01,20                                                                                    | Novák Ilona                                                    | MUE                                                            | 1940. 09. 15.                                                  | Split, Jugoszlávia                                             | horvát-magyar viadal                                           | 50 m-es medence                                                | [ 2 ] [ 53 ]                                                   |
| 2:58,00                                                                                    | Novák Ilona                                                    | MUE                                                            | 1940. 12. 30.                                                  | Budapest, Magyarország                                         |                                                                | 33 m-es medence                                                | [ 2 ] [ 54 ]                                                   |
| 2:55,40                                                                                    | Novák Ilona                                                    | MUE                                                            | 1941. 08. 16.                                                  | Budapest, Magyarország                                         | csúcskisérlet                                                  | 50 m-es medence                                                | [ 2 ] [ 55 ]                                                   |
| 2:52,20                                                                                    | Novák Ilona                                                    | MUE                                                            | 1942. 12. 13.                                                  | Budapest, Magyarország                                         | Az FTC versenye                                                | 33 m-es medence                                                | [ 2 ] [ 56 ]                                                   |
| 2:52,20                                                                                    | Novák Ilona                                                    | MMUE                                                           | 1947. 06. 29.                                                  | Budapest, Magyarország                                         | csúcsbeállítás                                                 | 50 m-es medence                                                | [ 2 ] [ 57 ]                                                   |
| 2:51,00                                                                                    | Temes Judit                                                    | Bp. Előre                                                      | 1949. 12. 22.                                                  | Budapest, Magyarország                                         | A MUSZ ünnepi versenye                                         | 33 m-es medence                                                | [ 2 ] [ 58 ]                                                   |
| 2:49,00                                                                                    | Temes Judit                                                    | Bp. Előre                                                      | 1950. 08. 06.                                                  | Budapest, Magyarország                                         | magyar bajnokság                                               | 50 m-es medence                                                | [ 2 ] [ 59 ]                                                   |
| 2:42,80                                                                                    | Novák Ilona                                                    | Bp. Kinizsi                                                    | 1950. 10. 28.                                                  | Székesfehérvár, Magyarország                                   | A Fehérvári Építők versenye                                    | 25 m-es medence                                                | [ 2 ] [ 60 ]                                                   |
| 2:45,10                                                                                    | Pajor Éva                                                      | Bp. Dózsa                                                      | 1955. 08. 21.                                                  | Budapest, Magyarország                                         | A Bp. Kinizsi versenye                                         | 1957 május 1-től rekord                                        | [ 61 ]                                                         |
| 1957. május 1-től csak az 50 méteres medencében elért eredményeket hitelesítik rekordként. |                                                                |                                                                |                                                                |                                                                |                                                                |                                                                |                                                                |
| 2:41,80                                                                                    | Boros Katalin                                                  | BVSC                                                           | 1957. 05. 05.                                                  | Budapest, Magyarország                                         | Az Újpesti Dózsa versenye                                      |                                                                | [ 62 ]                                                         |
| 2:40,20                                                                                    | Boros Katalin                                                  | Újpesti Dózsa                                                  | 1958. 06. 14.                                                  | Budapest, Magyarország                                         | Az MTK versenye                                                |                                                                | [ 2 ]                                                          |
| 2:39,30                                                                                    | Egerváry Márta                                                 | Ferencváros                                                    | 1962. 05. 12.                                                  | Budapest, Magyarország                                         | az FTC versenye                                                |                                                                | [ 2 ]                                                          |
| 2:38,10                                                                                    | Egerváry Márta                                                 | Ferencváros                                                    | 1962. 09. 14.                                                  | Budapest, Magyarország                                         | magyar bajnokság                                               |                                                                | [ 2 ]                                                          |
| 2:35,70                                                                                    | Balla Mária                                                    | Ferencváros                                                    | 1963. 08. 19.                                                  | Szeged, Magyarország                                           | nemzetközi verseny                                             |                                                                | [ 2 ]                                                          |
| 2:35,20                                                                                    | Balla Mária                                                    | Ferencváros                                                    | 1963. 09. 19.                                                  | Budapest, Magyarország                                         | magyar bajnokság                                               |                                                                | [ 2 ]                                                          |
| 2:33,30                                                                                    | Turóczy Judit                                                  | BVSC                                                           | 1966. 07. 09.                                                  | Budapest, Magyarország                                         | Budapest-bajnokság                                             |                                                                | [ 63 ]                                                         |
| 2:33,00                                                                                    | Turóczy Judit                                                  | BVSC                                                           | 1966. 07. 24.                                                  | Budapest, Magyarország                                         | magyar bajnokság                                               |                                                                | [ 19 ]                                                         |
| 2:32,30                                                                                    | Turóczy Judit                                                  | BVSC                                                           | 1968. 08. 14.                                                  | Budapest, Magyarország                                         | magyar-jugoszláv viadal                                        |                                                                | [ 19 ]                                                         |
| 2:29,50                                                                                    | Gyarmati Andrea                                                | BVSC                                                           | 1969. 07. 13.                                                  | Santa Clara, USA                                               | nemzetközi verseny                                             |                                                                | [ 19 ]                                                         |
| 2:28,30                                                                                    | Gyarmati Andrea                                                | BVSC                                                           | 1969. 08. 24.                                                  | Budapest, Magyarország                                         | Európa-kupa                                                    |                                                                | [ 19 ]                                                         |
| 2:27,60                                                                                    | Gyarmati Andrea                                                | Ferencváros                                                    | 1970. 04. 04.                                                  | Kecskemét, Magyarország                                        | nemzetközi verseny                                             | Európa-csúcs                                                   | [ 19 ]                                                         |
| 2:26,90                                                                                    | Gyarmati Andrea                                                | Ferencváros                                                    | 1970. 08. 22.                                                  | Budapest, Magyarország                                         | magyar bajnokság                                               | Európa-csúcs                                                   | [ 19 ]                                                         |
| 2:25,50                                                                                    | Gyarmati Andrea                                                | Ferencváros                                                    | 1970. 09. 10.                                                  | Barcelona, Spanyolország                                       | Európa-bajnokság                                               | 1. hely, Európa-csúcs                                          | [ 19 ]                                                         |
| 2:25,50                                                                                    | Gyarmati Andrea                                                | Ferencváros                                                    | 1971. 04. 10.                                                  | Kecskemét, Magyarország                                        | NSZK–svéd–magyar viadal                                        | Európa-csúcs beállítás                                         | [ 19 ]                                                         |
| 2:25,10                                                                                    | Gyarmati Andrea                                                | Ferencváros                                                    | 1971. 05. 29.                                                  | Budapest, Magyarország                                         | az FTC versenye                                                | Európa-csúcs                                                   | [ 19 ]                                                         |
| 2:24,40                                                                                    | Gyarmati Andrea                                                | Ferencváros                                                    | 1971. 08. 29.                                                  | Pozsony, Csehszlovákia                                         | Európa-kupa                                                    | Európa-csúcs                                                   | [ 19 ]                                                         |
| 2:24,30                                                                                    | Gyarmati Andrea                                                | Ferencváros                                                    | 1972. 04. 19.                                                  | Hannover, NSZK                                                 | 6 nemzet versenye                                              | Európa-csúcs                                                   | [ 19 ]                                                         |
| 2:22,70                                                                                    | Gyarmati Andrea                                                | Ferencváros                                                    | 1973. 07. 22.                                                  | Budapest, Magyarország                                         | magyar–angol viadal                                            |                                                                | [ 20 ]                                                         |
| 2:21,66                                                                                    | Gyarmati Andrea                                                | Ferencváros                                                    | 1973. 08. 19.                                                  | Utrecht, Hollandia                                             | Európa-kupa                                                    | Európa-csúcs                                                   | [ 20 ]                                                         |
| 2:20,10                                                                                    | Verrasztó Gabriella                                            | KSI                                                            | 1976. 04. 19.                                                  | Leeds, Egyesült Királyság                                      | Coca-Cola verseny                                              |                                                                | [ 64 ]                                                         |
| 2:19,86                                                                                    | Verrasztó Gabriella                                            | KSI                                                            | 1976. 06. 20.                                                  | Budapest, Magyarország                                         | Budapest-bajnokság                                             |                                                                | [ 65 ]                                                         |
| 2:19,65                                                                                    | Verrasztó Gabriella                                            | KSI                                                            | 1978. 04. 02.                                                  | Berlin, NDK                                                    | nemzetközi verseny                                             |                                                                | [ 66 ]                                                         |
| 2:19,31                                                                                    | Verrasztó Gabriella                                            | KSI                                                            | 1978. 07. 02.                                                  | Budapest, Magyarország                                         | felmérő verseny                                                |                                                                | [ 67 ]                                                         |
| 2:18,54                                                                                    | Fodor Ágnes                                                    | Eger SE                                                        | 1978. 07. 28.                                                  | Firenze, Olaszország                                           | ifjúsági Európa-bajnokság                                      | 2. hely                                                        | [ 67 ]                                                         |
| 2:18,13                                                                                    | Verrasztó Gabriella                                            | KSI                                                            | 1978. 07. 30.                                                  | Budapest, Magyarország                                         | magyar bajnokság                                               |                                                                | [ 67 ]                                                         |
| 2:17,67                                                                                    | Verrasztó Gabriella                                            | KSI                                                            | 1979. 07. 29.                                                  | Budapest, Magyarország                                         | magyar bajnokság                                               |                                                                | [ 24 ]                                                         |
| 2:17,53                                                                                    | Kálmán Andrea                                                  | Bp. Honvéd                                                     | 1982. 03. 24.                                                  | Budapest, Magyarország                                         | Elektroimpex kupa                                              |                                                                | [ 68 ]                                                         |
| 2:17,22                                                                                    | Gyúró Mónika                                                   | KSI                                                            | 1985. 03. 19.                                                  | Budapest, Magyarország                                         | serdülő bajnokság                                              |                                                                | [ 69 ]                                                         |
| 2:16,92                                                                                    | Gyúró Mónika                                                   | Bp. Honvéd                                                     | 1986. 07. 20.                                                  | Budapest, Magyarország                                         | magyar bajnokság                                               |                                                                | [ 70 ]                                                         |
| 2:16,78                                                                                    | Varga Dóra                                                     | Dunaújvárosi Kohász                                            | 1986. 07. 26.                                                  | Nyugat-Berlin, NSZK                                            | ifjúsági Európa-bajnokság                                      | 1. hely                                                        | [ 70 ]                                                         |
| 2:16,65                                                                                    | Varga Dóra                                                     | Dunaújvárosi Kohász                                            | 1986. 08. 23.                                                  | Madrid, Spanyolország                                          | világbajnokság                                                 | B döntő 1. hely                                                | [ 70 ]                                                         |
| 2:14,64                                                                                    | Egerszegi Krisztina                                            | Bp. Spartacus                                                  | 1987. 05. 31.                                                  | Bécs, Ausztria                                                 | nemzetközi verseny                                             |                                                                | [ 71 ]                                                         |
| 2:14,38                                                                                    | Egerszegi Krisztina                                            | Bp. Spartacus                                                  | 1987. 07. 19.                                                  | Budapest, Magyarország                                         | magyar bajnokság                                               |                                                                | [ 71 ]                                                         |
| 2:13,46                                                                                    | Egerszegi Krisztina                                            | Bp. Spartacus                                                  | 1987. 08. 23.                                                  | Strasbourg, Franciaország                                      | Európa-bajnokság                                               | 4. hely                                                        | [ 71 ]                                                         |
| 2:11,86                                                                                    | Egerszegi Krisztina                                            | Bp. Spartacus                                                  | 1987. 12. 20.                                                  | Orlando, USA                                                   | USA nyílt bajnoksága                                           |                                                                | [ 71 ]                                                         |
| 2:11,01                                                                                    | Egerszegi Krisztina                                            | Bp. Spartacus                                                  | 1988. 09. 22.                                                  | Szöul, Dél-Korea                                               | olimpiai játékok                                               | a selejtezőben                                                 | [ 72 ]                                                         |
| 2:09,29                                                                                    | Egerszegi Krisztina                                            | Bp. Spartacus                                                  | 1988. 09. 22.                                                  | Szöul, Dél-Korea                                               | olimpiai játékok                                               | 1. hely                                                        | [ 72 ]                                                         |
| 2:09,15                                                                                    | Egerszegi Krisztina                                            | Bp. Spartacus                                                  | 1991. 01. 13.                                                  | Perth, Ausztrália                                              | világbajnokság                                                 | 1. hely, Európa-csúcs                                          | [ 73 ]                                                         |
| 2:08,74                                                                                    | Egerszegi Krisztina                                            | Bp. Spartacus                                                  | 1991. 08. 25.                                                  | Athén, Görögország                                             | Európa-bajnokság                                               | a selejtezőben, Európa-csúcs                                   | [ 74 ]                                                         |
| 2:06,62                                                                                    | Egerszegi Krisztina                                            | Bp. Spartacus                                                  | 1991. 08. 25.                                                  | Athén, Görögország                                             | Európa-bajnokság                                               | 1. hely, világcsúcs                                            | [ 74 ]                                                         |
| 2:06,18                                                                                    | Hosszú Katinka                                                 | Vasas SC                                                       | 2015. 08. 07.                                                  | Kazany, Oroszország                                            | világbajnokság                                                 | az elődöntőben                                                 | [ 75 ]                                                         |
| 2:06,09                                                                                    | Hosszú Katinka                                                 | Vasas SC                                                       | 2016. 08. 11.                                                  | Rio de Janeiro, Brazília                                       | olimpiai játékok                                               | a selejtezőben                                                 | [ 76 ]                                                         |
| 2:06,03                                                                                    | Hosszú Katinka                                                 | Vasas SC                                                       | 2016. 08. 11.                                                  | Rio de Janeiro, Brazília                                       | olimpiai játékok                                               | az elődöntőben                                                 | [ 77 ]                                                         |
| 2:05,85                                                                                    | Hosszú Katinka                                                 | Iron Aquatics                                                  | 2017. 07. 29.                                                  | Budapest, Magyarország                                         | világbajnokság                                                 | 2. hely                                                        | [ 78 ]                                                         |

## 25 méteres medence

### Férfiak
| A férfi 200 méteres hátúszás magyar csúcsai (25 méteres medence) | A férfi 200 méteres hátúszás magyar csúcsai (25 méteres medence) | A férfi 200 méteres hátúszás magyar csúcsai (25 méteres medence) | A férfi 200 méteres hátúszás magyar csúcsai (25 méteres medence) | A férfi 200 méteres hátúszás magyar csúcsai (25 méteres medence) | A férfi 200 méteres hátúszás magyar csúcsai (25 méteres medence) | A férfi 200 méteres hátúszás magyar csúcsai (25 méteres medence) | A férfi 200 méteres hátúszás magyar csúcsai (25 méteres medence) |
| Idő                                                              | Név                                                              | Egyesület                                                        | Dátum                                                            | Helyszín                                                         | Esemény                                                          | Megjegyzés                                                       | Forrás                                                           |
| ---------------------------------------------------------------- | ---------------------------------------------------------------- | ---------------------------------------------------------------- | ---------------------------------------------------------------- | ---------------------------------------------------------------- | ---------------------------------------------------------------- | ---------------------------------------------------------------- | ---------------------------------------------------------------- |
| 2:00,37                                                          | Darnyi Tamás                                                     | Újpesti Dózsa                                                    | 1986. 02. ??.                                                    | Párizs, Franciaország                                            |                                                                  |                                                                  | [ 79 ] [ 80 ]                                                    |
| 1:56,60                                                          | Darnyi Tamás                                                     | Újpesti Dózsa                                                    | 1987. 02. 08.                                                    | Bonn, NSZK                                                       |                                                                  | világcsúcs                                                       | [ 81 ]                                                           |
| ?                                                                |                                                                  |                                                                  |                                                                  |                                                                  |                                                                  |                                                                  |                                                                  |
| 1:53,42                                                          | Cseh László                                                      | Bp. Spartacus                                                    | 2003. 12. 11.                                                    | Dublin, Írország                                                 | Európa-bajnokság                                                 | 6. hely                                                          |                                                                  |
| 1:52,94                                                          | Bernek Péter                                                     | Kőbánya SC                                                       | 2010. 11. 13.                                                    | Százhalombatta, Magyarország                                     | magyar bajnokság                                                 |                                                                  | [ 82 ]                                                           |
| 1:52,81                                                          | Bernek Péter                                                     | Kőbánya SC                                                       | 2010. 11. 25.                                                    | Eindhoven, Hollandia                                             | Európa-bajnokság                                                 | 4. hely                                                          | [ 83 ]                                                           |
| 1:51,62                                                          | Bernek Péter                                                     | Kőbánya SC                                                       | 2011. 11. 12.                                                    | Százhalombatta, Magyarország                                     | magyar bajnokság                                                 |                                                                  | [ 84 ]                                                           |
| 1:51,21                                                          | Bernek Péter                                                     | Kőbánya SC                                                       | 2011. 12. 08.                                                    | Szczecin, Lengyelország                                          | Európa-bajnokság                                                 | 3. hely                                                          | [ 85 ]                                                           |
| 1:50,72                                                          | Bernek Péter                                                     | Kőbánya SC                                                       | 2012. 11. 22.                                                    | Chartres, Franciaország                                          | Európa-bajnokság                                                 | a selejtezőben                                                   | [ 86 ]                                                           |
| 1:49,41                                                          | Bernek Péter                                                     | Kőbánya SC                                                       | 2012. 11. 22.                                                    | Chartres, Franciaország                                          | Európa-bajnokság                                                 | 2. hely                                                          | [ 87 ]                                                           |
| 1:48,02                                                          | Kós Hubert                                                       | Újpesti TE                                                       | 2024. 12. 15.                                                    | Budapest, Magyarország                                           | rövid pályás vb                                                  | a selejtezőben                                                   | [ 88 ]                                                           |
| 1:45,65                                                          | Kós Hubert                                                       | Újpesti TE                                                       | 2024. 12. 15.                                                    | Budapest, Magyarország                                           | rövid pályás vb                                                  | Európa-csúcs                                                     | [ 89 ]                                                           |

### Nők
| A női 200 méteres hátúszás magyar csúcsai (25 méteres medence) | A női 200 méteres hátúszás magyar csúcsai (25 méteres medence) | A női 200 méteres hátúszás magyar csúcsai (25 méteres medence) | A női 200 méteres hátúszás magyar csúcsai (25 méteres medence) | A női 200 méteres hátúszás magyar csúcsai (25 méteres medence) | A női 200 méteres hátúszás magyar csúcsai (25 méteres medence) | A női 200 méteres hátúszás magyar csúcsai (25 méteres medence) | A női 200 méteres hátúszás magyar csúcsai (25 méteres medence) |
| Idő | Név                                                            | Egyesület                                                      | Dátum                                                          | Helyszín                                                       | Esemény                                                        | Megjegyzés                                                     | Forrás                                                         |
| --- | -------------------------------------------------------------- | -------------------------------------------------------------- | -------------------------------------------------------------- | -------------------------------------------------------------- | -------------------------------------------------------------- | -------------------------------------------------------------- | -------------------------------------------------------------- |
| 2:15,54 | Gyuró Mónika                                                   | Bp. Honvéd                                                     | 1986. 02. ??.                                                  | Párizs, Franciaország                                          |                                                                |                                                                | [ 79 ] [ 80 ]                                                  |
| 2:14,19 | Varga Dóra                                                     | Dunaújvárosi Kohász                                            | 1986. 11. 22.                                                  | Budapest, Magyarország                                         | Budapest-bajnokság                                             |                                                                | [ 90 ]                                                         |
| 2:06,98 | Egerszegi Krisztina                                            | Bp. Spartacus                                                  | 1995. 02. 1?.                                                  | Gelsenkirchen, Németország                                     | világkupa                                                      | Európa-csúcs                                                   | [ 91 ]                                                         |
| 2:06,27 | Verrasztó Evelyn                                               | A Jövő SC                                                      | 2006. 11. 10.                                                  | Debrecen, Magyarország                                         |                                                                |                                                                | [ 92 ]                                                         |
| 2:06,07 | Szepesi Nikolett                                               | Kőbánya SC                                                     | 2008. 11. 14.                                                  | Százhalombatta, Magyarország                                   | magyar bajnokság                                               |                                                                | [ 93 ]                                                         |
| 2:05,91 | Verrasztó Evelyn                                               | A Jövő SC                                                      | 2009. 11. 06.                                                  | Moszkva, Oroszország                                           | világkupa                                                      |                                                                |                                                                |
| 2:05,82 | Szepesi Nikolett                                               | Kőbánya SC                                                     | 2009. 11. 13.                                                  | Százhalombatta, Magyarország                                   | magyar bajnokság                                               |                                                                | [ 94 ]                                                         |
| 2:05,33 | Szepesi Nikolett                                               | Kőbánya SC                                                     | 2009. 11. 13.                                                  | Százhalombatta, Magyarország                                   | magyar bajnokság                                               |                                                                | [ 95 ]                                                         |
| 2:04,47 | Szepesi Nikolett                                               | Kőbánya SC                                                     | 2009. 12. 13.                                                  | Isztambul, Törökország                                         | Európa-bajnokság                                               | a selejtezőben                                                 | [ 96 ]                                                         |
| Szepesi Nikolett visszavonulását követő visszatérést nem jelentették be hivatalosan. Ezért az ebben az időszakban elért eredményeit, így a rekordjait is törölték. |                                                                |                                                                |                                                                |                                                                |                                                                |                                                                |                                                                |
| 2:05,83 | Verrasztó Evelyn                                               | A Jövő SC                                                      | 2012. 12. 14.                                                  | Isztambul, Törökország                                         | világbajnokság                                                 | a selejtezőben                                                 | [ 97 ]                                                         |
| 2:03,77 | Hosszú Katinka                                                 | Vasas SC                                                       | 2013. 08. 07.                                                  | Eindhoven, Hollandia                                           | világkupa                                                      | a selejtezőben                                                 | [ 98 ]                                                         |
| 2:03,04 | Hosszú Katinka                                                 | Vasas SC                                                       | 2013. 08. 07.                                                  | Eindhoven, Hollandia                                           | világkupa                                                      | a döntőben                                                     | [ 98 ]                                                         |
| 2:01,60 | Hosszú Katinka                                                 | Vasas SC                                                       | 2014. 08. 27.                                                  | Doha, Katar                                                    | világkupa                                                      |                                                                | [ 99 ]                                                         |
| 2:00,85 | Hosszú Katinka                                                 | Vasas SC                                                       | 2014. 08. 31.                                                  | Dubaj, Egyesült Arab Emírségek                                 | világkupa                                                      | a selejtezőben                                                 | [ 100 ]                                                        |
| 1:59,23 | Hosszú Katinka                                                 | Vasas SC                                                       | 2014. 12. 05.                                                  | Doha, Katar                                                    | világbajnokság                                                 | világcsúcs                                                     | [ 101 ]                                                        |